# Cara de acelga
Cara de acelga és una pel·lícula espanyola dirigida per José Sacristán en 1986.

## Sinopsi
Un rodamón gairebé sense equipatge i sense un rumb fix, espera, en una carretera, que algú el porti enlloc. D'aquesta manera acaba en una petita ciutat de províncies, on es veurà involucrat en un pla per a robar una valuosa pintura.

## Palmarès cinematogràfic
II Premis Goya
| Categoria                    | Persona           | Resultat   |
| ---------------------------- | ----------------- | ---------- |
| Millor direcció de producció | Marisol Carnicero | Guanyadora |
| Millor actriu de repartiment | Marisa Paredes    | Candidat   |